# يوهان هيرونيموس شروتر
يوهان هيرونيموس شروتر (بالألمانية: Johann Hieronymus Schroeter)‏ (و. 1745 – 1816 م) هو عالم فلك، وقانوني، ورسام الخرائط من ألمانيا . ولد في إرفورت. وكان عضواً في الأكاديمية الروسية للعلوم، والجمعية الملكية، والأكاديمية الملكية السويدية للعلوم، والأكاديمية الفرنسية للعلوم .
توفي عن عمر يناهز 71 عاماً.

## التعليم
تعلم في جامعة غوتينغن

## جوائز
حصل على جوائز منها:
- زميل في الجمعية الملكية.